# Avalon Gardens
Avalon Gardens es un área no incorporada ubicada en el condado de Los Ángeles en el estado estadounidense de California.

## Geografía
Avalon Gardens se encuentra ubicada en las coordenadas 33°57′26″N 118°15′47″O / 33.95722, -118.26306.